# فرانز هاريس
فرانز هاريس (بالإنجليزية: Franz Harress)‏ (توفي حوالي عام 1915) كان عالم رياضيات عاصر مجموعة من العلماء الآخرين على رأسهم ألبرت أينشتاين. اشتهر فرانز بتجاربه العديدة في موضوع انتشار الضوء واختراقه للزجاج. وقد كانت هذه التجربة مصدرا لإثار جدال بين كل من أينشتاين وبول هارزر خاصة وأن لها صلة مع نظرية النسبية الخاصة.
هاريس كان طالب للبروفيسور أوتو يوليوس هاينريش نوف والذي كان يشتغل في جامعة فريدريش شيلر-يينا في عام 1912. كما كان صاحب العديد من الأطروحات الرياضية والفزيائية أيضا. وقد ركز عمله على تأثير سانياك الذي تم تحليله من قبل ماكس فون لاوي في 1920 (أي بعد 5 سنوات من وفاة هاريس)."